# 여행 가방 (소설)
《여행 가방》(러시아어: Чемодан)은 러시아 현대 문학의 대표 작가로서 뛰어난 예술성과 대중성으로 인정받은 세르게이 도블라토프의 1986년 작품이다. 영어 번역은 1990년 안토니나 W. 보이스에 의해 이루어졌다. 주인공 ‘도블라토프’는 미국으로 이민 후 잊고 지냈던 여행 가방을 우연히 발견하고 들어 있는 물건 하나하나에서 추억을 떠올리기 시작한다. 각각의 일화는 소비에트 러시아 사회의 부정적인 단면을 보여 주고 작가는 이를 유머로 승화시킨다.

## 배경
주인공 ‘도블라토프’는 출감 후 미국으로 이민을 간다. 미국에 도착한 그는 러시아에서 들고 온 여행 가방을 구석에 처박아 두고 까맣게 잊어버린다. 어느 날 그는 우연한 계기로 그 가방을 발견하고 열어 본다. 셔츠, 양말, 양복, 단화, 모자, 장갑 등 특별한 물건은 없지만 그 안에 깃든 추억은 특별하다. 그는 가방 속 물건들 하나하나에 얽힌 일화들을 떠올린다.
각각의 일화에는 소비에트 러시아의 부정적인 단면들이 간접적으로 드러나 있다. 하지만 도블라토프는 이마저도 유머로 승화시킨다. 이에 그 사사로운 추억들은 친구에게 흥미로운 경험을 듣는 것처럼 느껴지고 마치 우리의 이야기인 것처럼 공감을 일으킨다. 그러나 사실 이 이야기는 ‘픽션’에 불과하다. 그럼에도 이렇게 이 이야기에 빠져들 수 있는 것은 무엇보다도 소비에트 사회의 모습이 너무나도 그럴듯하고 생생하게 그려져 있기 때문일 것이다. 이처럼 소설 속 설정과 실제 ‘원형’ 사이에 공통분모를 두고 예술적으로 가공하는 것은 도블라토프의 주된 창작 기법 중 하나다. 이러한 기법과 유려하고 유머러스한 입담이 우리를 자연스럽게 소비에트 러시아 사회로 이끌고 있는 것이다.
≪여행 가방≫은 미국으로 이민 간 도블라토프가 소비에트 시절부터 준비했던 모든 작품을 출판한 뒤 순수하게 미국에서 쓴 것이다. 도블라토프는 이 작품을 통해 이민 작가로서 정체성을 고스란히 드러내고, 세련되고 성숙한 문체와 기교를 선보여 작가로서 주목을 받을 수 있었다. 러시아에서는 그의 작품을 무엇 하나 게재해 주지 않았다. 때문에 미국에서 집필을 시작한 이 책의 출판은 작가 개인에게 뜻깊은 의미라고 할 수 있다. 또한 작가 사후에는 러시아와 에스토니아 등에서 여러 도블라토프 관련 문화 행사가 열렸는데, ≪여행 가방≫ 육성 녹음 CD, ≪여행 가방≫ 캐리커처 등 각종 기념 상품을 팔기도 했다. 이는 도블라토프와 ≪여행 가방≫의 위상을 보여 주는 것과 동시에, 한편으로는 소비에트 러시아 시절의 문단이 얼마나 폐쇄적이고 편협했는지 보여 주는 한 단면이라고 할 수 있다.